# Фантомы мозга
Фантомы мозга: исследование тайн человеческого разума (англ. Phantoms in the Brain) ― научно-популярная книга индийского невролога, психолога, доктора медицины Рамачандран, Вилейанура Рамачандрана. Книга, которая началась как серия лекций, содержит предисловие нейробиолога Оливера Сакса.

## Содержание
Рамачандран обсуждает свою работу с пациентами с фантомными конечностями, синдромом Капгра, псевдобульбарным аффектом и односторонним пространственном игнорированием после инсульта, а также религиозными переживаниями, связанными с припадками, эпилепсией и другими расстройствами.
Рамачандран использует эти случаи для иллюстрации построения образа тела и функционирования настроения, принятия решений, самообмана и художественных способностей .
В последней главе книги Рамачандран обращается к так называемой «трудной проблеме сознания», обсуждая квалиа и различные аспекты личности.

## Отзывы
Исследователь мозга Майкл Голдберг в газете The New York Times охарактеризовал книгу как «увлекательную не только своими четкими и красноречивыми описаниями неврологических явлений, их отношения к физиологическим механизмам и их интеграции с философией разума, но и личностью самого Рамачандрана, энтузиаста в поисках секретов человеческого разума». Комментируя рассуждения Рамачандрана о сознании Голдберг пишет: «Здесь он терпит неудачу просто потому, потому что нейробиология еще не знает, как передать конкретное Я ... но это благородная неудача».
Британский нейробиолог Фрэнсис Крик так отозвался о книге: «Стиль живой и информативный, оживленный неожиданными нотками юмора. Во всем этом сияет здравый смысл Рамачандрана, его трезвость и человечность».
Рецензент «Kirkus Reviews» написал, что «Рамачандран, который уподобляет себя сыщику и обладает безграничным любопытством, ведет читателей по захватывающему пути поиска истины».
Книга переведена на испанский, французский, японский, немецкий, корейский, турецкий, итальянский, голландский и греческий языки.
В 2021 году книга получила высокие оценки экспертов программы Всенаука и стала доступна для бесплатного и легального скачивания в рамках проекта Дигитека.

## Издание в России
Книга была переведена на русский язык и вышла в свет в издательстве «АСТ» в 2019 году. ISBN 978-5-17-118673-9